# Transformada Z
En matemáticas y en el procesamiento de señales, la transformada Z convierte una señal real o compleja definida en el dominio del tiempo discreto en una representación en el dominio de la frecuencia compleja.
El nombre de transformada Z procede de la variable del dominio, al igual que se podría llamar "Transformada S" a la Transformada de Laplace. Un nombre más adecuado para la TZ podría haber sido "Transformada de Laurent", ya que está basada en la serie de Laurent. La TZ es a las señales de tiempo discreto lo mismo que Laplace a las señales de tiempo continuo.

## Definición
La transformada Z, igual que otras transformaciones integrales, puede ser definida como una transformada unilateral o bilateral.

### Transformada Z bilateral
La TZ bilateral de una señal definida en el dominio del tiempo discreto {\displaystyle x[n]} es una función {\displaystyle X(z)} que se define
{\displaystyle X(z)=Z\{x[n]\}=\sum _{n=-\infty }^{\infty }x[n]z^{-n}\ }
donde {\displaystyle n\in \mathbb {Z} } y en general {\displaystyle z\in \mathbb {C} }, es decir, es un número complejo de la forma
{\displaystyle z=Ae^{j\omega }}
donde {\displaystyle A} es el módulo de {\displaystyle z}, y {\displaystyle \omega } es el argumento de ese complejo que bien podría representar la frecuencia angular (pulsación) en radianes por segundo (rad/s).

### Transformada Z unilateral
De forma alternativa, en los casos en que {\displaystyle x[n]} está definida únicamente para {\displaystyle n\geq 0}, la transformada Z unilateral se define como
{\displaystyle X^{+}(z)=Z^{+}\{x[n]\}=\sum _{n=0}^{\infty }x[n]z^{-n}\ }
En el procesamiento de señales, se usa esta definición cuando la señal es causal. En este caso, la Transformada Z resulta una serie de Laurent, con Región de Convergencia (ROC) del tipo {\displaystyle |z|>R} ; es decir que converge "hacia afuera".
Un ejemplo interesante de la TZ unilateral es la función de generadora de probabilidades, donde {\displaystyle x[n]} es la probabilidad que toma una variable discreta aleatoria en el instante {\displaystyle n}, y la función {\displaystyle X(z)} suele escribirse como {\displaystyle X(s)}, ya que {\displaystyle s=z^{-1}}. Las propiedades de las transformadas Z son útiles en la teoría de la probabilidad.

## Transformada Z inversa
La Transformada Z inversa se define
{\displaystyle x[n]=Z^{-1}\{X(z)\}={\frac {1}{2\pi j}}\oint _{C}X(z)z^{n-1}dz\ }
donde {\displaystyle C\ } es un círculo cerrado que envuelve el origen y la región de convergencia (ROC).  El contorno, {\displaystyle C\ }, debe contener todos los polos de {\displaystyle X(z)\ }. 
Un caso especial y simple de esta integral circular es que cuando {\displaystyle C\ } es el círculo unidad (que también puede usarse cuando la ROC incluye el círculo unidad), obtenemos la transformada inversa de tiempo discreto de Fourier:
{\displaystyle x[n]={\frac {1}{2\pi }}\int _{-\pi }^{+\pi }X(e^{j\omega })e^{j\omega n}d\omega \ }
La TZ con un rango finito de {\displaystyle n} y un número finito de {\displaystyle z} separadas de forma uniforme puede ser procesada de forma eficiente con el algoritmo de Bluestein. La transformada discreta de Fourier (DFT) es un caso especial de la TZ, y se obtiene limitando z para que coincida con el círculo unidad.

## Región de convergencia (ROC)
La región de convergencia, también conocida como ROC,  define la región donde la transformada-z  existe. La ROC es una región del plano complejo donde la TZ de una señal tiene una suma finita.
La ROC para una x[n] es definida como el rango de z para la cual la transformada-z converge. Ya que la transformada–z es una serie de potencia, converge cuando {\displaystyle x[n]z^{-n}} es absolutamente sumable.
{\displaystyle ROC=\{z:\sum _{n=-\infty }^{\infty }x[n]z^{-n}<\infty \}\ }
Propiedades de la Región de Convergencia:
La región de convergencia tiene propiedades que dependen de las características de la señal, {\displaystyle x[n]}.
- La ROC no tiene que contener algún polo. Por definición un polo es donde x[z] es infinito. Ya que x[z] tiene que ser finita para todas las z para tener convergencia, no puede existir ningún polo para ROC.

- Si {\displaystyle x[n]} es una secuencia de duración finita, entonces la ROC es todo el plano-z, excepto en |z|=0 o |z|=∞.

- Si {\displaystyle x[n]} es una secuencia del lado derecho entonces la ROC se extiende hacia fuera en el último polo desde x[z].

- Si {\displaystyle x[n]} es una secuencia del lado izquierdo, entonces la ROC se extiende hacia dentro desde el polo más cercano en x[z].

- Si {\displaystyle x[n]} es una secuencia con dos lados, la ROC va a ser un anillo en el plano-z que está restringida en su interior y exterior por un polo.

### Ejemplo 1 (Sin ROC)
Sea {\displaystyle x[n]=0.5^{n}\ }. Expandiendo {\displaystyle x[n]\ } en {\displaystyle (-\infty ,\infty )\ } obtenemos
{\displaystyle x[n]=\{...,0.5^{-3},0.5^{-2},0.5^{-1},1,0.5,0.5^{2},0.5^{3},...\}=\{...,2^{3},2^{2},2,1,0.5,0.5^{2},0.5^{3},...\}\ }
Siendo la suma
{\displaystyle \sum _{n=-\infty }^{\infty }x[n]z^{-n}<\infty \ }
No hay ningún valor de {\displaystyle z\ } que satisfaga esta condición.

### Ejemplo 2 (ROC causal)

La ROC se muestra en azul, el círculo unidad en gris y el círculo en negro.

Sea {\displaystyle x[n]=0.5^{n}u[n]\ } (donde {\displaystyle u} es la función escalón). Expandiendo {\displaystyle x[n]\ } en {\displaystyle (-\infty ,\infty )\ } obtenemos
{\displaystyle x[n]=\{...,0,0,0,1,0.5,0.5^{2},0.5^{3},...\}\ }
Siendo la suma
{\displaystyle \sum _{n=-\infty }^{\infty }x[n]z^{-n}=\sum _{n=0}^{\infty }0.5^{n}z^{-n}=\sum _{n=0}^{\infty }\left({\frac {0.5}{z}}\right)^{n}={\frac {1}{1-0.5z^{-1}}}\ }
La última igualdad se obtiene con la fórmula del sumatorio para series geométricas, y la igualdad solo se conserva si {\displaystyle \left|0.5z^{-1}\right|<1\ }, lo cual puede ser reescrito para definir {\displaystyle z\ } de modo {\displaystyle \left|z\right|>0.5\ }. Por lo tanto, la ROC es {\displaystyle \left|z\right|>0.5\ }.  En este caso la ROC es el plano complejo exterior al círculo de radio 0,5 con origen en el centro.

### Ejemplo 3 (ROC anticausal)

La ROC se muestra en azul, el círculo unitario en gris y el círculo en negro.

Sea {\displaystyle x[n]=-(0.5)^{n}u[-n-1]\ } (donde {\displaystyle u} es la función escalón). Expandiendo {\displaystyle x[n]\ } entre {\displaystyle (-\infty ,\infty )\ } obtenemos
{\displaystyle x[n]=\{...,-(0.5)^{-3},-(0.5)^{-2},-(0.5)^{-1},0,0,0,...\}\ }
Siendo la suma
{\displaystyle \sum _{n=-\infty }^{\infty }x[n]z^{-n}=-\sum _{n=-\infty }^{-1}0.5^{n}z^{-n}=-\sum _{n=-\infty }^{-1}\left({\frac {z}{0.5}}\right)^{-n}\ }
{\displaystyle =-\sum _{m=1}^{\infty }\left({\frac {z}{0.5}}\right)^{m}=-{\frac {0.5^{-1}z}{1-0.5^{-1}z}}={\frac {z}{z-0.5}}={\frac {1}{1-0.5z^{-1}}}\ }
De nuevo, usando la fórmula de sumatorio para series geométricas, la igualdad solo se mantiene si {\displaystyle \left|0.5^{-1}z\right|<1\ }, de modo que podemos definir {\displaystyle z\ } como {\displaystyle \left|z\right|<0.5\ }.  
Aquí, la ROC es {\displaystyle \left|z\right|<0.5\ }, es decir, el interior de un círculo centrado en el origen de radio 0,5.

### Conclusión de los ejemplos
Los ejemplos 2 y 3 muestran claramente que la transformada {\displaystyle X(z)\ } de {\displaystyle x[n]\ } es única si y solo si se especifica cuál es la ROC. Dibujando los gráficos de polos y ceros para los casos causal y anticausal, comprobaríamos como la ROC de ambos casos no incluye el polo que está en 0,5. Esto se extiende a los casos con múltiples polos: la ROC nunca contiene polos.
En el ejemplo 2, el sistema causal tiene una ROC que incluye {\displaystyle \left|z\right|=\infty \ }, mientras que al sistema anticausal del ejemplo 3 le pertenece una ROC que incluye {\displaystyle \left|z\right|=0\ }.
En los sistemas con múltiples polos, es posible tener una ROC que no incluya ni {\displaystyle \left|z\right|=\infty \ } ni {\displaystyle \left|z\right|=0\ }. La ROC crea una región circular. Por ejemplo, {\displaystyle x[n]=0.5^{n}u[n]-0.75^{n}u[-n-1]\ } tiene dos polos en 0,5 y 0,75. La ROC será {\displaystyle 0.5<\left|z\right|<0.75\ }, la cual no incluye ni el origen ni el infinito. Este tipo de sistemas se conoce como sistemas de causalidades mezcladas, ya que contiene un término causal {\displaystyle 0.5^{n}u[n]\ } y otro anticausal {\displaystyle -(0.75)^{n}u[-n-1]\ }.
La estabilidad de un sistema se puede determinar simplemente conociendo su ROC. Si esta ROC contiene el círculo unidad (p. ej. {\displaystyle \left|z\right|=1\ }) entonces el sistema es estable. En los sistemas anteriores, el sistema causal es estable porque {\displaystyle \left|z\right|>0.5\ } contiene el círculo unidad.
Si tenemos la TZ de un sistema sin su ROC (p.ej., un {\displaystyle x[n]\ } ambiguo) podemos determinar una única señal {\displaystyle x[n]\ } en función de que queramos o no las siguientes propiedades:
- Estabilidad
- Causalidad

Si queremos un sistema estable, la ROC debe contener el círculo unidad.
Si queremos un sistema causal, la ROC debe contener al infinito.
Si queremos un sistema anticausal, la ROC debe contener al origen.
De este modo, podemos encontrar una señal en el tiempo {\displaystyle x[n]\ } que sea única.

## Propiedades
|                              | Dominio del tiempo                                                                        | Espacio Z                                                                                              | Demostración | ROC |
| ---------------------------- | ----------------------------------------------------------------------------------------- | --- | --- | --- |
| Notación                     | {\displaystyle x[n]={\mathcal {Z}}^{-1}\{X(z)\}}                                          | {\displaystyle X(z)={\mathcal {Z}}\{x[n]\}}                                                            | | ROC: {\displaystyle r_{2}<\|z\|<r_{1}}                                                                   |
| Linealidad                   | {\displaystyle a_{1}x_{1}[n]+a_{2}x_{2}[n]}                                               | {\displaystyle a_{1}X_{1}(z)+a_{2}X_{2}(z)}                                                            | {\displaystyle {\begin{aligned}X(z)&=\sum _{n=-\infty }^{\infty }(a_{1}x_{1}(n)+a_{2}x_{2}(n))z^{-n}\\&=a_{1}\sum _{n=-\infty }^{\infty }x_{1}(n)z^{-n}+a_{2}\sum _{n=-\infty }^{\infty }x_{2}(n)z^{-n}\\&=a_{1}X_{1}(z)+a_{2}X_{2}(z)\end{aligned}}} | Al menos la intersección de ROC1 y ROC2                                                                  |
| Expansión en el tiempo       | {\displaystyle x_{(k)}[n]={\begin{cases}x[r],&n=rk\\0,&n\not =rk\end{cases}}} r: integral | {\displaystyle X(z^{k})}                                                                               | {\displaystyle {\begin{aligned}X_{k}(z)&=\sum _{n=-\infty }^{\infty }x_{k}(n)z^{-n}\\&=\sum _{r=-\infty }^{\infty }x(r)z^{-rk}\\&=\sum _{r=-\infty }^{\infty }x(r)(z^{k})^{-r}\\&=X(z^{k})\end{aligned}}} | {\displaystyle R^{\frac {1}{k}}}                                                                         |
| Desplazamiento en el tiempo  | {\displaystyle x[n-k]}                                                                    | {\displaystyle z^{-k}X(z)}                                                                             | {\displaystyle {\begin{aligned}Z\{x[n-k]\}&=\sum _{n=0}^{\infty }x[n-k]z^{-n}\\&=\sum _{j=-k}^{\infty }x[j]z^{-(j+k)}&&j=n-k\\&=\sum _{j=-k}^{\infty }x[j]z^{-j}z^{-k}\\&=z^{-k}\sum _{j=-k}^{\infty }x[j]z^{-j}\\&=z^{-k}\sum _{j=0}^{\infty }x[j]z^{-j}&&x[\beta ]=0,\beta <0\\&=z^{-k}X(z)\end{aligned}}} | ROC, excepto z =0 si k > 0 y z = ∞ si k < 0                                                              |
| Escalamiento en el espacio Z | {\displaystyle a^{n}x[n]\ }                                                               | {\displaystyle X(a^{-1}z)\ }                                                                           | {\displaystyle {\begin{aligned}{\mathcal {Z}}\{a^{n}x[n]\}&=\sum _{n=-\infty }^{\infty }a^{n}x(n)z^{-n}&\\&=\sum _{n=-\infty }^{\infty }x(n)(a^{-1}z)^{-n}\\&=X(a^{-1}z)\end{aligned}}} | {\displaystyle \|a\|r_{2}<\|z\|<\|a\|r_{1}\ }                                                            |
| Inversión en el tiempo       | {\displaystyle x[-n]}                                                                     | {\displaystyle X(z^{-1})}                                                                              | {\displaystyle {\begin{aligned}{\mathcal {Z}}\{x(-n)\}&=\sum _{n=-\infty }^{\infty }x(-n)z^{-n}\\&=\sum _{m=-\infty }^{\infty }x(m)z^{m}\\&=\sum _{m=-\infty }^{\infty }x(m){(z^{-1})}^{-m}\\&=X(z^{-1})\\\end{aligned}}} | {\displaystyle {\frac {1}{r_{1}}}<\|z\|<{\frac {1}{r_{2}}}\ }                                            |
| Conjugación compleja         | {\displaystyle x^{*}[n]\ }                                                                | {\displaystyle X^{*}(z^{*})\ }                                                                         | {\displaystyle {\begin{aligned}{\mathcal {Z}}\{x^{*}(n)\}&=\sum _{n=-\infty }^{\infty }x^{*}(n)z^{-n}\\&=\sum _{n=-\infty }^{\infty }\left[x(n)(z^{*})^{-n}\right]^{*}\\&=\left[\sum _{n=-\infty }^{\infty }x(n)(z^{*})^{-n}\right]^{*}\\&=X^{*}(z^{*})\end{aligned}}} | ROC |
| Parte Real                   | {\displaystyle \operatorname {Re} \{x[n]\}}                                               | {\displaystyle {\frac {1}{2}}\left[X(z)+X^{*}(z^{*})\right]}                                           | | ROC |
| Parte Imaginaria             | {\displaystyle \operatorname {Im} \{x[n]\}}                                               | {\displaystyle {\frac {1}{2j}}\left[X(z)-X^{*}(z^{*})\right]}                                          | | ROC |
| Diferenciación               | {\displaystyle nx[n]}                                                                     | {\displaystyle -z{\frac {dX(z)}{dz}}}                                                                  | {\displaystyle {\begin{aligned}{\mathcal {Z}}\{nx(n)\}&=\sum _{n=-\infty }^{\infty }nx(n)z^{-n}\\&=z\sum _{n=-\infty }^{\infty }nx(n)z^{-n-1}\\&=-z\sum _{n=-\infty }^{\infty }x(n)(-nz^{-n-1})\\&=-z\sum _{n=-\infty }^{\infty }x(n){\frac {d}{dz}}(z^{-n})\\&=-z{\frac {dX(z)}{dz}}\end{aligned}}} | ROC |
| Convolución                  | {\displaystyle x_{1}[n]*x_{2}[n]}                                                         | {\displaystyle X_{1}(z)X_{2}(z)}                                                                       | {\displaystyle {\begin{aligned}{\mathcal {Z}}\{x_{1}(n)*x_{2}(n)\}&={\mathcal {Z}}\left\{\sum _{l=-\infty }^{\infty }x_{1}(l)x_{2}(n-l)\right\}\\&=\sum _{n=-\infty }^{\infty }\left[\sum _{l=-\infty }^{\infty }x_{1}(l)x_{2}(n-l)\right]z^{-n}\\&=\sum _{l=-\infty }^{\infty }x_{1}(l)\left[\sum _{n=-\infty }^{\infty }x_{2}(n-l)z^{-n}\right]\\&=\left[\sum _{l=-\infty }^{\infty }x_{1}(l)z^{-l}\right]\!\!\left[\sum _{n=-\infty }^{\infty }x_{2}(n)z^{-n}\right]\\&=X_{1}(z)X_{2}(z)\end{aligned}}} | Al menos la intersección de ROC1 y ROC2                                                                  |
| Correlación cruzada          | {\displaystyle r_{x_{1},x_{2}}=x_{1}^{*}[-n]*x_{2}[n]}                                    | {\displaystyle R_{x_{1},x_{2}}(z)=X_{1}^{*}({\tfrac {1}{z^{*}}})X_{2}(z)}                              | | Al menos la intersección de ROC de {\displaystyle X_{1}({\tfrac {1}{z^{*}}})} y {\displaystyle X_{2}(z)} |
| Primera diferencia           | {\displaystyle x[n]-x[n-1]}                                                               | {\displaystyle (1-z^{-1})X(z)}                                                                         | | Al menos la intersección de ROC de X1(z) y {\displaystyle \|z\|>0}                                       |
| Acumulación                  | {\displaystyle \sum _{k=-\infty }^{n}x[k]}                                                | {\displaystyle {\frac {1}{1-z^{-1}}}X(z)}                                                              | {\displaystyle {\begin{aligned}\sum _{n=-\infty }^{\infty }\sum _{k=-\infty }^{n}x[k]z^{-n}&=\sum _{n=-\infty }^{\infty }(x[n]+\cdots +x[-\infty ])z^{-n}\\&=X[z]\left(1+z^{-1}+z^{-2}+\cdots \right)\\&=X[z]\sum _{j=0}^{\infty }z^{-j}\\&=X[z]{\frac {1}{1-z^{-1}}}\end{aligned}}} | |
| Multiplicación               | {\displaystyle x_{1}[n]x_{2}[n]}                                                          | {\displaystyle {\frac {1}{j2\pi }}\oint _{C}X_{1}(v)X_{2}({\tfrac {z}{v}})v^{-1}\mathrm {d} v}         | | - |
| Relación de Parseval         | {\displaystyle \sum _{n=-\infty }^{\infty }x_{1}[n]x_{2}^{*}[n]}                          | {\displaystyle {\frac {1}{j2\pi }}\oint _{C}X_{1}(v)X_{2}^{*}({\tfrac {1}{v^{*}}})v^{-1}\mathrm {d} v} | | |

Teorema de valor inicial Si x[n] causal
{\displaystyle x[0]=\lim _{z\to \infty }X(z).}
Teorema de valor final Si los polos de {\displaystyle (z-1)X(z)} están dentro del círculo unitario, entonces
{\displaystyle x[\infty ]=\lim _{z\to 1}(z-1)X(z).}

## Tabla con los pares más habituales de la transformada Z
|    | Señal, {\displaystyle x(n)}                   | Transformada Z, {\displaystyle X(z)}                                                          | ROC                               |
| -- | --------------------------------------------- | --------------------------------------------------------------------------------------------- | --------------------------------- |
| 1  | {\displaystyle \delta (n)\,}                  | {\displaystyle 1\,}                                                                           | {\displaystyle {\mbox{todo }}z\,} |
| 2  | {\displaystyle u(n)\,}                        | {\displaystyle {\frac {1}{1-z^{-1}}}}                                                         | {\displaystyle \|z\|>1\,}         |
| 3  | {\displaystyle a^{n}u(n)\,}                   | {\displaystyle {\frac {1}{1-az^{-1}}}}                                                        | {\displaystyle \|z\|>\|a\|\,}     |
| 4  | {\displaystyle na^{n}u(n)\,}                  | {\displaystyle {\frac {az^{-1}}{(1-az^{-1})^{2}}}}                                            | {\displaystyle \|z\|>\|a\|\,}     |
| 5  | {\displaystyle -a^{n}u(-n-1)\,}               | {\displaystyle {\frac {1}{1-az^{-1}}}}                                                        | {\displaystyle \|z\|<\|a\|\,}     |
| 6  | {\displaystyle -na^{n}u(-n-1)\,}              | {\displaystyle {\frac {az^{-1}}{(1-az^{-1})^{2}}}}                                            | {\displaystyle \|z\|<\|a\|\,}     |
| 7  | {\displaystyle \cos(\omega _{0}n)u(n)\,}      | {\displaystyle {\frac {1-z^{-1}\cos(\omega _{0})}{1-2z^{-1}\cos(\omega _{0})+z^{-2}}}}        | {\displaystyle \|z\|>1\,}         |
| 8  | {\displaystyle \sin(\omega _{0}n)u(n)\,}      | {\displaystyle {\frac {z^{-1}\sin(\omega _{0})}{1-2z^{-1}\cos(\omega _{0})+z^{-2}}}}          | {\displaystyle \|z\|>1\,}         |
| 9  | {\displaystyle a^{n}\cos(\omega _{0}n)u(n)\,} | {\displaystyle {\frac {1-az^{-1}\cos(\omega _{0})}{1-2az^{-1}\cos(\omega _{0})+a^{2}z^{-2}}}} | {\displaystyle \|z\|>\|a\|\,}     |
| 10 | {\displaystyle a^{n}\sin(\omega _{0}n)u(n)\,} | {\displaystyle {\frac {az^{-1}\sin(\omega _{0})}{1-2az^{-1}\cos(\omega _{0})+a^{2}z^{-2}}}}   | {\displaystyle \|z\|>\|a\|\,}     |

## Relación con Laplace
La TZ bilateral es simplemente la transformada de Laplace bilateral de la señal muestreada
{\displaystyle x(t)\sum _{n=-\infty }^{\infty }\delta (t-nT)=\sum _{n=-\infty }^{\infty }x[n]\delta (t-nT)\ }
donde {\displaystyle x(t)\ } es la señal continua muestreada, {\displaystyle x[n]=x(nT)\ } la n-ésima muestra, {\displaystyle T\ } el período de muestreo, y con la sustitución {\displaystyle z=e^{sT}\ }.
Del mismo modo, la TZ unilateral es simplemente la transformada de Laplace unilateral de la señal ideal muestreada. En ambas se asume que la señal muestreada vale cero para todos los índices negativos en el tiempo.

## Relación con Fourier
La TZ es una generalización de la transformada de Fourier de tiempo discreto (DTFT). La DTFT puede hallarse evaluando la TZ {\displaystyle X(z)\ } en {\displaystyle z=e^{j\omega }\ } o, lo que es lo mismo, evaluada en el círculo unidad. Para determinar la respuesta en frecuencia del sistema, la TZ debe ser evaluada en el círculo unidad.

## Ecuación en diferencias de coeficientes lineales constantes
La ecuación diferencial de coeficientes lineales constantes (en inglés LCCD) es una representación de un sistema lineal, basada en la ecuación de la media autorregresiva.
{\displaystyle \sum _{p=0}^{N}y[n-p]\alpha _{p}=\sum _{q=0}^{M}x[n-q]\beta _{q}\ }
Ambos términos de esta ecuación pueden dividirse por {\displaystyle \alpha _{0}\ }, si no es cero, normalizando {\displaystyle \alpha _{0}=1\ } la ecuación LCCD puede ser escrita
{\displaystyle y[n]=\sum _{q=0}^{M}x[n-q]\beta _{q}-\sum _{p=1}^{N}y[n-p]\alpha _{p}\ }
Esta forma de la ecuación LCCD es más explícita para comprobar que la salida actual {\displaystyle y[{n}]\ } se define en función de las salidas anteriores {\displaystyle y[{n-p}]\ }, la entrada actual {\displaystyle x[{n}]\ }, y las entradas anteriores {\displaystyle x[{n-q}]\ }.

### Función de transferencia
Se calcula haciendo la TZ de la ecuación
{\displaystyle Y(z)\sum _{p=0}^{N}z^{-p}\alpha _{p}=X(z)\sum _{q=0}^{M}z^{-q}\beta _{q}\ }
y dividiendo
{\displaystyle H(z)={\frac {Y(z)}{X(z)}}={\frac {\sum _{q=0}^{M}z^{-q}\beta _{q}}{\sum _{p=0}^{N}z^{-p}\alpha _{p}}}={\frac {\beta _{0}+z^{-1}\beta _{1}+z^{-2}\beta _{2}+...+z^{-M}\beta _{M}}{\alpha _{0}+z^{-1}\alpha _{1}+z^{-2}\alpha _{2}+...+z^{-N}\alpha _{N}}}\ }

### Ceros y polos
Gracias al teorema fundamental del álgebra sabemos que el numerador tiene M raíces (llamadas ceros) y el denominador tiene N raíces (llamadas polos). Factorizando la función de transferencia
{\displaystyle H(z)={\frac {(1-q_{1}z^{-1})(1-q_{2}z^{-1})...(1-q_{M}z^{-1})}{(1-p_{1}z^{-1})(1-p_{2}z^{-1})...(1-p_{N}z^{-1})}}\ }
donde {\displaystyle q_{k}\ } es el k-ésimo cero y {\displaystyle p_{k}\ } es el k-ésimo polo. Los ceros y polos son por lo general complejos, y por tanto se pueden dibujar en el plano complejo.
En definitiva, los ceros son las soluciones de la ecuación obtenida de igualar el numerador a cero, mientras que los polos son las de la ecuación que se obtiene al igualar a cero el denominador.
Se puede factorizar el denominador mediante la descomposición en fracciones simples, las cuales pueden ser transformadas de nuevo al dominio del tiempo. Haciendo esto obtenemos la respuesta al impulso y la ecuación diferencial de coeficientes lineales constantes del sistema.

### Salida del sistema
Si por un sistema {\displaystyle H(z)\ } pasa una señal {\displaystyle X(z)\ } entonces la salida será {\displaystyle Y(z)=H(z)X(z)\ }. Haciendo una descomposición en fracciones simples de {\displaystyle Y(z)\ } y la TZ inversa de cada una de ellas puede encontrarse entonces la salida {\displaystyle y[n]\ }.